# 伊戈尔·普罗科普丘克
伊戈爾·瓦西里耶維奇·普羅科普丘克 (烏克蘭語：  ; 1968年3月3日—） ，烏克蘭外交官。

## 早年
伊戈尔·普罗科普丘克是俄羅斯警隊少將、國際刑警副主席亞歷山大·普羅科普丘克的弟弟。 1992在塔拉斯·舍夫琴科国立基辅大学畢業。 

## 職業生涯
1992年在烏克蘭外交部新聞司擔任隨員，展開外交生涯。 
2008年至2010年擔任烏克蘭駐立陶宛大使。 
2010年起擔任烏克蘭常駐奧地利維也納國際組織代表，烏克蘭常駐歐洲安全與合作組織代表團團長。 